# ホレイショ・ウォルポール (初代オーフォード伯爵)

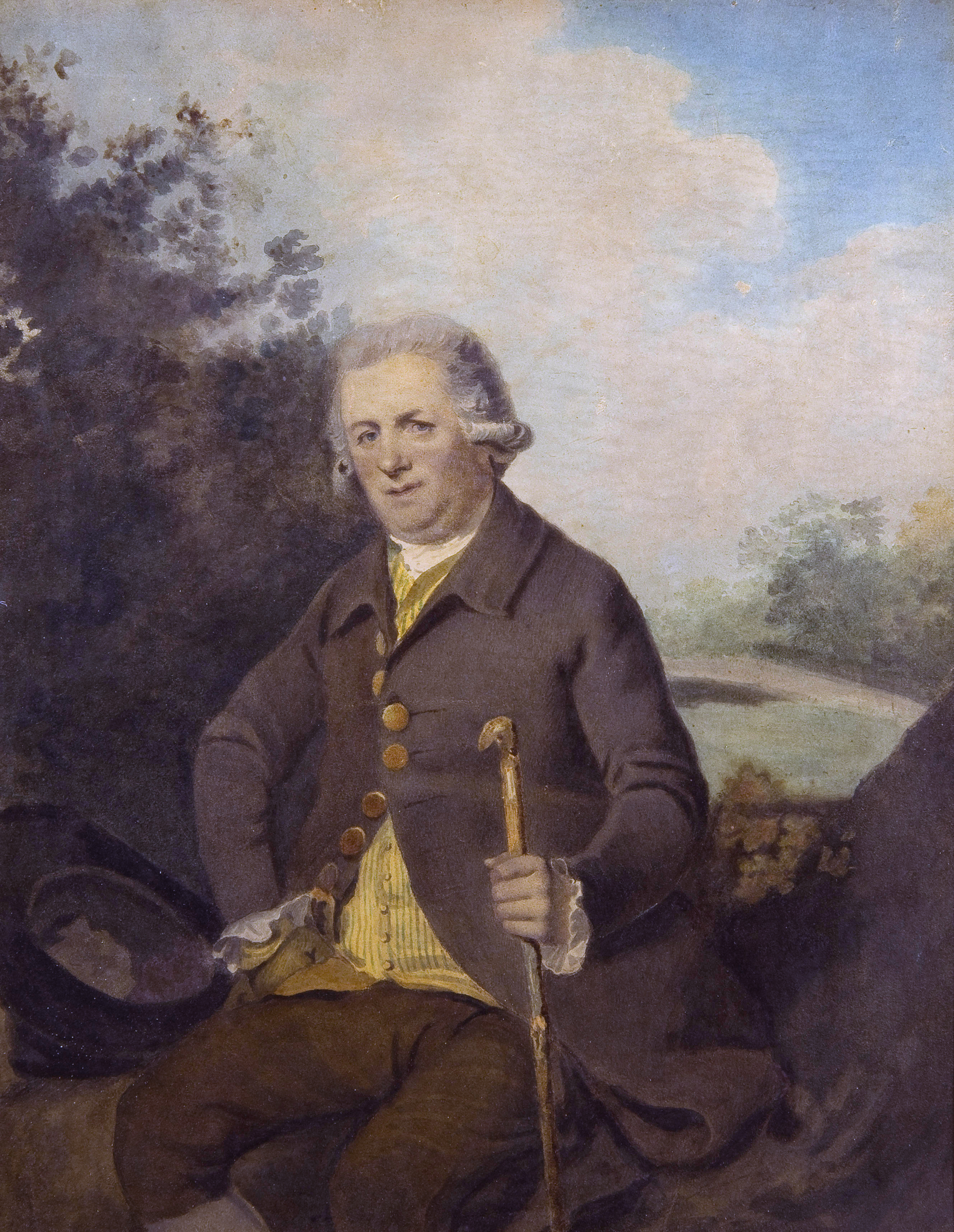
ヘンリー・ウォルトンによる肖像画

初代オーフォード伯爵ホレイショ・ウォルポール（英語: Horatio Walpole, 1st Earl of Orford、1723年6月12日 – 1809年2月24日）は、イギリスの貴族、政治家。ホイッグ党所属。

## 生涯
初代ウォルポール男爵ホレイショ・ウォルポールの息子として、1723年6月12日に生まれた。1736年1月24日にリンカーン法曹院に、1741年にケンブリッジ大学コーパス・クリスティ・カレッジに入学した。
1747年イギリス総選挙でキングス・リン選挙区から出馬して当選、議会で与党を支持したが、1754年イギリス総選挙で再選された後は議会で発言した記録がないという。1757年2月5日に父が死去すると、ウォルタートンのウォルポール男爵を継承した。
1797年3月2日に親族にあたる第4代オーフォード伯爵ホレス・ウォルポールが死去すると、ウォルポールのウォルポール男爵を継承した。1806年4月10日、オーフォード伯爵に叙された。
1809年2月24日に死去、長男ホレイショが爵位を継承した。

## 家族
1748年5月12日、レイチェル・キャヴェンディッシュ（1727年6月7日 – 1805年5月8日、第3代デヴォンシャー公爵ウィリアム・キャヴェンディッシュの三女）と結婚、下記の子女を儲けた（下記以外の子女はいずれも生涯未婚）。
- ホレイショ（1752年 – 1822年） - 第2代オーフォード伯爵
- ジョージ（英語版）（1758年 – 1835年） - 陸軍軍人、庶民院議員
- メアリー - 1777年8月4日、第19代ガルトリム男爵（英語版）トマス・ハッシー（Thomas Hussey）と結婚、子供あり